# Bơi nghệ thuật tại Đại hội Thể thao châu Á

Bơi nghệ thuật đã được tranh tài tại Đại hội Thể thao châu Á kể từ Đại hội 1994. Đại hội Thể thao châu Á hiện tại có sự cạnh tranh ở các nội dung đôi và đồng đội, nhưng trong các lần đại hội trước đây, nội dung đơn và hỗn hợp cũng được thi đấu.

## Kỳ đại hội
| Kỳ đại hội | Năm  | Thành phố chủ nhà            | Quốc gia có thành tích tốt nhất |
| ---------- | ---- | ---------------------------- | ------------------------------- |
| XII        | 1994 | Hiroshima, Nhật Bản          | Nhật Bản                        |
| XIII       | 1998 | Bangkok, Thái Lan            | Nhật Bản                        |
| XIV        | 2002 | Busan, Hàn Quốc              | Nhật Bản                        |
| XV         | 2006 | Doha, Qatar                  | Trung Quốc                      |
| XVI        | 2010 | Quảng Châu, Trung Quốc       | Trung Quốc                      |
| XVII       | 2014 | Incheon, Hàn Quốc            | Trung Quốc                      |
| XVIII      | 2018 | Jakarta–Palembang, Indonesia | Trung Quốc                      |
| XIX        | 2022 | Hàng Châu, Trung Quốc        | Trung Quốc                      |

## Nội dung thi đấu
| Nội dung    | 94 | 98 | 02 | 06 | 10 | 14 | 18 | 22 | Năm |
| ----------- | -- | -- | -- | -- | -- | -- | -- | -- | --- |
|             |    |    |    |    |    |    |    |    |     |
| Đơn nữ      | X  | X  | X  |    |    |    |    |    | 3   |
| Đôi nữ      | X  | X  | X  | X  | X  | X  | X  | X  | 8   |
| Đồng đội nữ |    |    |    | X  | X  | X  | X  | X  | 5   |
| Hỗn hợp nữ  |    |    |    |    | X  | X  |    |    | 2   |
|             |    |    |    |    |    |    |    |    |     |
| Tổng cộng   | 2  | 2  | 2  | 2  | 3  | 3  | 2  | 2  |     |

## Bảng tổng sắp huy chương
| Hạng               | Đoàn                    | Vàng | Bạc | Đồng | Tổng số |
| ------------------ | ----------------------- | ---- | --- | ---- | ------- |
| 1                  | Trung Quốc (CHN)        | 12   | 3   | 3    | 18      |
| 2                  | Nhật Bản (JPN)          | 6    | 12  | 0    | 18      |
| 3                  | Hàn Quốc (KOR)          | 0    | 3   | 4    | 7       |
| 4                  | Kazakhstan (KAZ)        | 0    | 0   | 7    | 7       |
| 5                  | CHDCND Triều Tiên (PRK) | 0    | 0   | 4    | 4       |
| Tổng số (5 đơn vị) | Tổng số (5 đơn vị)      | 18   | 18  | 18   | 54      |

## Quốc gia tham dự
| Quốc gia               | 94 | 98 | 02 | 06 | 10 | 14 | 18 | 22 | Số năm tham dự |
| ---------------------- | -- | -- | -- | -- | -- | -- | -- | -- | -------------- |
|                        |    |    |    |    |    |    |    |    |                |
| Trung Quốc             | 3  | 3  | 3  | 9  | 12 | 12 | 10 | 10 | 8              |
| Hồng Kông              |    | 1  | 2  |    |    | 8  | 8  | 10 | 5              |
| Indonesia              |    |    |    |    |    |    | 8  |    | 1              |
| Nhật Bản               | 2  | 2  | 2  | 10 | 10 | 11 | 9  | 9  | 8              |
| Kazakhstan             | 2  | 2  | 2  | 10 | 10 | 11 | 9  | 10 | 8              |
| Ma Cao                 |    |    | 3  | 7  | 12 | 10 | 10 | 10 | 6              |
| Malaysia               |    |    |    | 10 | 3  | 3  | 3  |    | 4              |
| CHDCND Triều Tiên      |    |    |    | 7  | 8  | 10 | 9  | 10 | 5              |
| Singapore              |    |    |    |    |    |    | 8  | 10 | 2              |
| Hàn Quốc               | 2  | 3  | 2  | 2  | 2  | 2  | 10 | 2  | 8              |
| Sri Lanka              |    |    |    | 9  | 2  |    |    |    | 2              |
| Thái Lan               |    | 3  |    |    | 10 |    |    | 10 | 3              |
| Uzbekistan             | 2  | 2  | 2  | 3  |    | 9  | 10 | 3  | 7              |
|                        |    |    |    |    |    |    |    |    |                |
| Số lượng quốc gia      | 5  | 7  | 7  | 9  | 9  | 9  | 11 | 10 |                |
| Số lượng vận động viên | 11 | 16 | 16 | 67 | 69 | 76 | 94 | 84 |                |